# Клайд (река)
Клайд е осмата по големина река във Великобритания и третата по големина в Шотландия. Разположена в южната част на Шотландия. Дължината ѝ е 176 km (с устието – 208 km) и има басейнова площ от 4 km². Извира от северните склонове на Южношотландските възвишения. В горното течение тече през ниските планини, а след това по хълмистата равнина, образувайки бързеи над град Ланарк. Влива се в залива Фърт ъф Клайд. Пълноводна е през есента и зимата. На река Клайд се намира един от най-големите градове във Великобритания – Глазгоу. Развито е речното корабоплаване. На бързеите има водноелектрическа централа. Река Клайд е свързана с канали със Северно море. По времето на Британската империя играе значителна роля в корабостроенето и търговията.

## Туризъм
Риболовът е широко разпространен на река Клайд. Риболовният сезон е законно установен от 15 март до 30 септември. Реката особено привлича любителите на пъстървата, която се среща тук в изобилие.